# Синьян
Синья́н (кит. упр. 信阳, пиньинь Xìnyáng) — городской округ в провинции Хэнань КНР.

## История
При империи Цинь, когда была создана первая в истории Китая централизованная империя, и страна была разделена на уезды-сянь и округа-цзюнь, основная часть территории современного городского округа Синьян оказалась в составе округа Цзюцзян (九江郡), в который входило пять уездов: Юйлоу (雩娄县), Сиян (西阳县), Цисы (期思县), Сисянь (息县) и Чэнъян (城阳县). При империи Хань уезд Сисянь был переименован в Синьси (新息县), и в состав округа Цзюцзян вошло ещё пять уездов: Аньчан (安昌县), Иян (弋阳县), Дисянь (轪县), Мэнсянь (黾县) и Чжунъу (钟武县). При империи Восточная Хань уезды Синьси, Иян, Юйлоу, Ляосянь (蓼县) и Дисянь были преобразованы в удельные владения (侯国), уезд Чжунъу был преобразован в удельное владение Пинчунь (平春侯国), также было создано удельное владение Баосинь (褒信侯国). Впоследствии уделы вновь постепенно стали уездами, а также появился уезд Иян (义阳县).
В эпоху Троецарствия и при империи Восточная Цзинь территория современного городского округа была разделена между округами Иян (弋阳郡) и Иян (义阳郡). При империи Восточная Цзинь в Сияне расположились власти провинции Юйчжоу (豫州).
При империи Тан территория современного городского округа была разделена между областями Шэньчжоу (申州) и Гуанчжоу (光州) провинции Хуайнань (淮南道).
После основания империи Сун территория современного городского округа была разделена между областями Иян (义阳州) и Гуанчжоу. Из-за практики табу на имена в связи с тем, что иероглиф «и» входил в личное имя основателя династии Чжао Куанъи, он был заменён на сходный по смыслу иероглиф «синь», в результате чего область Иян была переименована в Синьян (信阳州); в состав области Синьян входили современные районы городского подчинения городского округа Синьян и уезд Лошань, в состав области Гуанчжоу — уезды Гуши, Динчэн (定城县), Гуаншань и Сяньцзюй (仙居县, в эпоху Южной Сун был присоединён к уезду Гуаншань).
После монгольского завоевания был учреждён Синьянский военный округ (信阳军), который в 1277 году был поднят в статусе до Синьянской управы (信阳府), но в следующем году опять стал областью.
При империи Цин область Гуанчжоу была в 1724 году поднята в статусе до «непосредственно управляемой» (то есть стала подчиняться напрямую правительству провинции, минуя промежуточную ступень в виде управы). После Синьхайской революции в Китае была проведена реформа административного деления, и области были упразднены, а на территориях, ранее напрямую управлявшихся органами власти областей Синьян и Гуанчжоу, были в 1913 году образованы уезды Синьян и Хуанчуань соответственно.
В 1949 году были созданы Специальный район Синьян (信阳专区), в состав которого вошли города Синьян и Чжумадянь, и ещё 8 уездов, и Специальный район Хуанчуань (潢川专区), в состав которого вошло 7 уездов. В 1952 году Специальный район Хуанчуань был присоединён к Специальному району Синьян. В 1965 году был образован отдельный Специальный район Чжумадянь (驻马店专区), и в составе Специального района Синьян остались 1 город и 9 уездов. В 1970 году Специальный район Синьян был переименован в Округ Синьян (信阳地区).
В 1998 году постановлением Госсовета КНР были расформированы округ Синьян, уезд Синьян и город Синьян, и был образован городской округ Синьян; территория бывших города Синьян и уезда Синьян стала районами Пинцяо и Шихэ в его составе.
В 2011 году уезд Гуши перешёл в прямое подчинение властям провинции Хэнань, которые делегировали управление им властям городского округа Синьян. С 1 января 2014 года уезд Гуши стал подчиняться напрямую властям провинции Хэнань.

## Население
Согласно переписи 2010 года, население Синьяна составляло 6,109,106 жителей, что на 6,39 % меньше, чем во время переписи 2000 года, когда в городе проживало 6,527,368 жителей.
На урбанизированной территории, занятой 2-мя городскими районами, проживало 1,230,042 жителя.

## Административно-территориальное деление
Городской округ Синьян делится на 2 района, 7 уездов:
| Карта | Карта  | Карта     | Карта     | Карта           | Карта         | Карта            |
| ----- | ------ | --------- | --------- | --------------- | ------------- | ---------------- |
|       |        |           |           |                 |               |                  |
| #     | Статус | Название  | Иероглифы | Пиньинь         | Площадь (км²) | Население (2010) |
| 1     | Район  | Шихэ      | 浉河区    | Shīhé qū        | 1783          | 650 000          |
| 2     | Район  | Пинцяо    | 平桥区    | Píngqiáo qū     | 1889          | 840 000          |
| 3     | Уезд   | Лошань    | 罗山县    | Luóshān xiàn    | 2065          | 760 000          |
| 4     | Уезд   | Гуаншань  | 光山县    | Guāngshān xiàn  | 1829          | 910 000          |
| 5     | Уезд   | Синьсянь  | 新县      | Xīn xiàn        | 1612          | 370 000          |
| 6     | Уезд   | Шанчэн    | 商城县    | Shāngchéng xiàn | 2117          | 760 000          |
| 7     | Уезд   | Хуанчуань | 潢川县    | Huángchuān xiàn | 1666          | 860 000          |
| 8     | Уезд   | Хуайбинь  | 淮滨县    | Huáibīn xiàn    | 1192          | 750 000          |
| 9     | Уезд   | Сисянь    | 息县      | Xī xiàn         | 1836          | 1 090 000        |

## Экономика
Синьян является крупным центром по выращиванию риса и зелёного чая. Самый известный сорт чая «Синьян маоцзянь» экспортируется в Африку, Европу, Центральную и Юго-Восточную Азию. Активно развиваются «умные фермы» по выращиванию рассады риса. 

## Транспорт
Коммерческие авиаперевозки городского округа обслуживает аэропорт Синьян Минган.

## Культура
В Синьяне ежегодно 28—30 апреля проводится «Фестиваль чайной культуры».

## Города-побратимы
- Ниими, Окаяма, Япония
- Ашкелон, Израиль

## Галерея

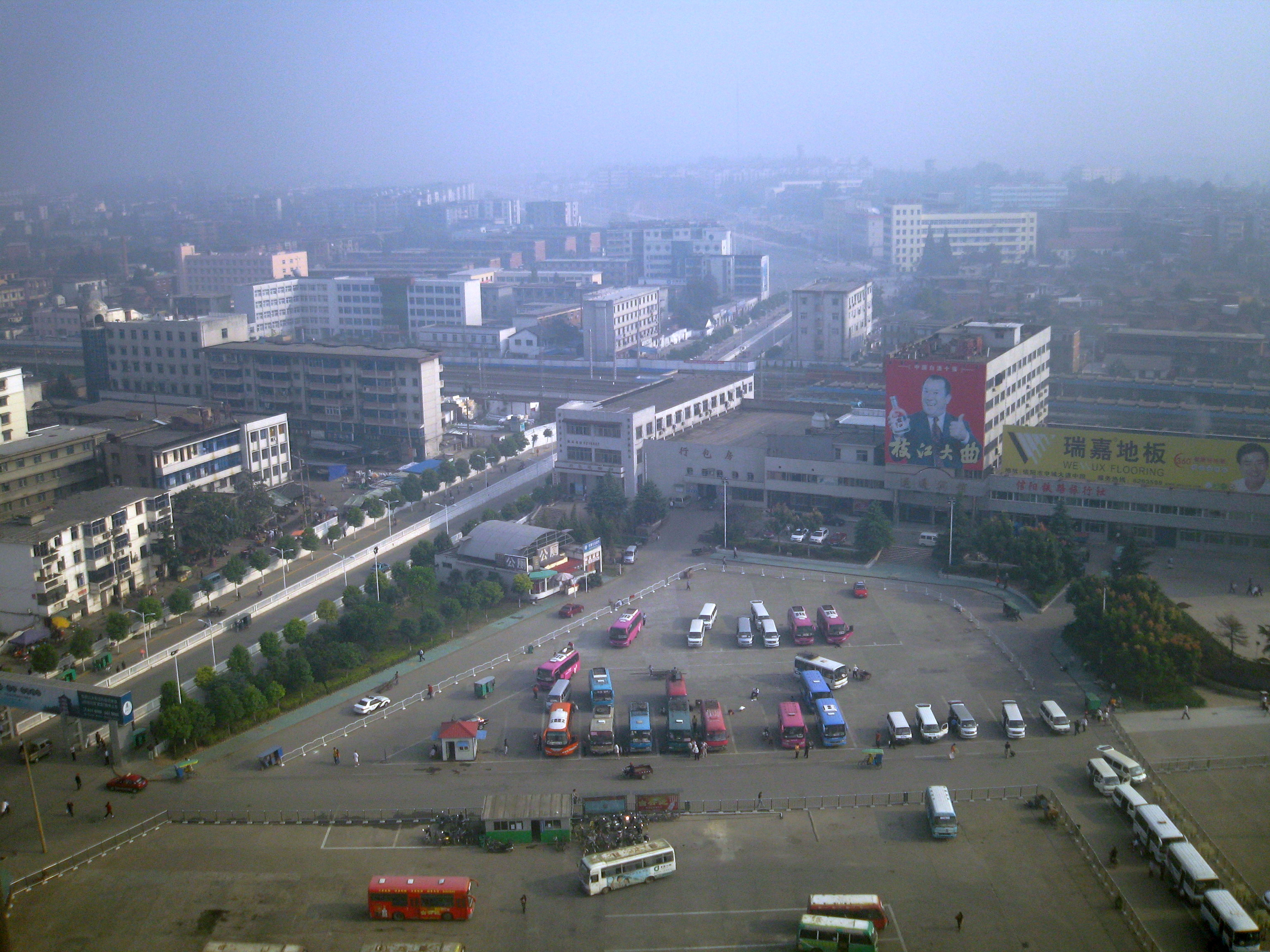
Вид с высоты
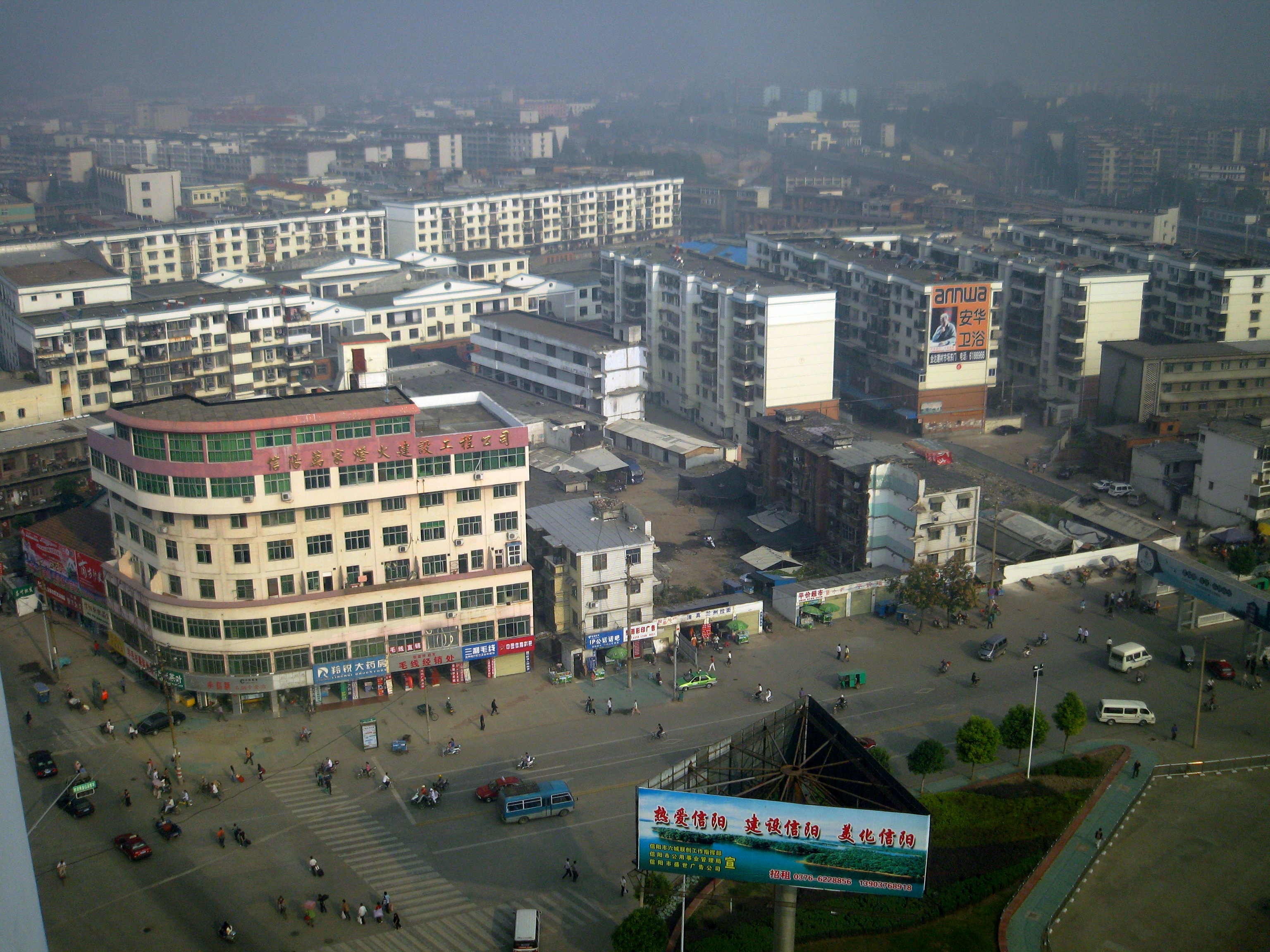
Вид города